# Partido Renovador Federal
El Partido Renovador Federal (PRF) es un partido político argentino fundado en la provincia de Buenos Aires en 1974, y que fue reconocido a nivel nacional en 2015, presentando un armado nacional con sedes en Ciudad de Buenos Aires, Provincia de Buenos Aires, Mendoza, Corrientes, Jujuy, Chaco y Formosa. No debe confundirse esta agrupación con el Frente Renovador, al cual este espacio acompañó hasta las elecciones de 2015. Tampoco debe confundirse con el 
Encuentro Republicano Federal, miembro de la coalición Juntos por el Cambio, ni con el Partido Republicano Federal (Guillermo Moreno), miembro de la coalición peronista Principios y Valores.
El PRF presenta una ideología "peronista no kirchnerista", aunque no posee un marcado lineamiento nacional, presentando diversas alianzas en las distintas provincias, incluso con el Frente de Todos. El PRF no tiene políticos de alto nivel de conocimiento de la sociedad, por lo que su caudal de votos suele ser bajo. La mayoría de los candidatos del partido son personas externas a la política. La campaña política del PRF se suele centrar en recorridas por los barrios presentando sus proyectos y recibiendo otros nuevos de parte de la comunidad. También ha recurrido a acciones o propagandas cómicas que llamen la atención de los medios de comunicación.
Actualmente el partido forma parte de la coalición nacional La Libertad Avanza, cuyo líder es el presidente Javier Milei.

## Participación en política nacional
Registros ubican los inicios del Partido Renovador Federal en la provincia de Buenos Aires a mediados de la década de los '70, y luego respaldando la presidencia de Carlos Menem. En 2011 se crea el Partido Renovador Federal Mendoza. En los registros oficiales, el PRF bonaerense es creado en el año 2013. Las sedes CABA, Chaco, Corrientes y Jujuy son oficializadas en 2015 con el armado del partido a nivel nacional.
Entre los años 2013 y 2015 formó la coalición Unidos por una Nueva Alternativa (UNA). A nivel nacional apoyó la candidatura presidencial de Sergio Massa. En el balotaje, el espacio llamó a votar a Daniel Scioli.
Al terminar esta campaña electoral, el PRF se separó de la coalición. En las elecciones de 2019 apoyó la reelección de Mauricio Macri, aunque sin formar parte de la coalición Juntos por el Cambio.
Para 2023 la postura adoptada por cada sede provincial es diferente, aunque en la Convención Nacional del partido se aprobó el apoyo a Javier Milei.

## Participación en política provincial
El Partido Renovador Federal presenta sedes en la Ciudad Autónoma de Buenos Aires, la Provincia de Buenos Aires, y las provincias de Chaco, Corrientes, Jujuy y Mendoza.
El PRF ha competido sin alianzas para cargos legislativos municipales, provinciales y nacionales, aunque nunca presentó candidaturas para cargos ejecutivos más allá del nivel municipal. Miembros del PRF han ocupado cargos a nivel provincial y municipal en Buenos Aires, Corrientes, Jujuy y Mendoza, y en algunas provincias han formado parte del gabinete provincial.
En 2023, las sedes provinciales del Partido Renovador Federal integran las siguientes alianzas:
| Provincia                 | Año Inicio | Presidente        | Afiliados (2022) | Alianza/s que integra | Alianza/s que integra |
| ------------------------- | ---------- | ----------------- | ---------------- | --------------------- | --------------------- |
| Provincia de Buenos Aires | 2015       | Gustavo Cuervo    | 4.890            |                       | Unión Renovación y Fe |
| CABA                      | 2013       | Lucas Jaszewski   | 3.717            |                       | Juntos por el Cambio  |
| Chaco                     | 2015       | Francisco J. Zago | 4.259            |                       | Juntos por el Cambio  |
| Corrientes                | 2015       | Germán Braillard  | 3.536            |                       | Frente de Todos       |
| Formosa                   | 2023       | Gerardo González  |                  |                       | La Libertad Avanza    |
| Jujuy                     | 2015       | Mario H. Nallar   | 2.319            |                       | La Libertad Avanza    |
| Mendoza                   | 2014       | José Videla Sáenz | 3.893            |                       | Juntos por el Cambio  |
| Total:                    |            |                   | 22.614           |                       |                       |

### Buenos Aires
Fundado en 2007 como Partido Renovador de la Provincia de Buenos Aires, en 2014 cambia su nombre a Partido Renovador Federal. En 2015 consiguió la intendencia del partido de San Miguel, con la rerreelección de Joaquín de la Torre, quien en 2007 y 2011 había sido electo como parte del Frente para la Victoria. De la Torre fue uno de los principales armadores de la candidatura de Sergio Massa a la presidencia. El frente UNA presentó a Felipe Solá como candidato a la gobernación de la provincia, quedando en tercera posición; el resultado fue similar en las elecciones legislativas de ese año. En 2016 de la Torre fue designado por la gobernadora de la provincia, María Eugenia Vidal (Cambiemos), como ministro de Producción de la provincia, dando señales de alejamiento del espacio renovador. El sucesor de la Torre fue Jaime Méndez, quien en ningún momento fue parte del PRF, y también se integró al macrismo.
En 2017 el PRF presentó candidatos a la Legislatura de la provincia de Buenos Aires en las 8 secciones electorales, obteniendo entre el 0,33 y el 0,52% de los votos en las primarias de ese año. Presentó también candidatos a concejales en algunos municipios, superando las PASO en los partidos de Capitán Sarmiento y General Arenales, obteniendo un 2,32% y un 1,9% de los votos, respectivamente. A nivel provincial el partido se alió al Proyecto Sur en la alianza CREO, postulando para senador nacional a Fernando "Pino" Solanas, y al secretario general de la CTA Autónoma Pablo Micheli para la Cámara de Diputados, obteniendo un 0,5% de los votos, no logrando superar las primarias.
En 2019 presentó lista de diputados provinciales en la Primera y Tercera Sección de la provincia, quedando muy lejos de los porcentajes necesarios para superar las primarias provinciales. Presentó una lista de candidatos a diputados nacionales encabezada por Gustavo Cuervo, sin tampoco lograr superar el mínimo que exigen las primarias (llegó al 0,10%). Presentó candidatos a las elecciones municipales en 13 partidos del conurbano bonaerense, sin conseguir superar las elecciones primarias en ninguno.
En 2021 el partido compitió en las secciones 1, 2, 3, 5 y 8 de la provincia de Buenos Aires con sello propio, con las listas "Somos Renovadores", y compitiendo (también con lista propia) en 15 municipios de la Primera Sección, 11 de la Tercera Sección, más los partidos de San Pedro (2.° Sección), General Pueyrredón (5.° Sección) y La Plata (8.° Sección). En ningún caso superó las PASO. En las legislativas nacionales, el PRF forma parte del frente Juntos.
En 2023 el PRF Buenos Aires apoya las postulaciones de Javier Milei presidente y Carolina Píparo gobernadora de La Libertad Avanza. Gustavo Cuervo encabezará la lista de diputados por la cuarta sección. Tomás Cuervo es séptimo en la lista de diputados de la Primera Sección, donde Diana Cuervo es suplente.

### Ciudad de Buenos Aires
El 4 de diciembre de 2013 se lanzó en CABA la agrupación "+ Ciudad + Futuro", siendo el inicio del Partido Renovador Federal de la ciudad, conducido por el odontólogo quilmeño Lucas Jaszewski. La agrupación se dedicó a hacer recorridas y disertaciones presentando las propuestas del frente UNA, presentándose notorias figuras del espacio, como Daniel Arroyo y Alberto Fernández. En febrero de 2014, el espacio "+Futuro" acompaña el lanzamiento de la línea interna conducida por Alberto Fernández y Felipe Solá.
En 2015, Paula Fuster, miembro de la agrupación "+Futuro" ocupa la quinta plaza en la lista de diputados de UNA.
En las elecciones legislativas de 2017 el PRF se presentó con lista propia en la ciudad, con José Sanfilippo entre sus candidatos, ganando cierta fama por una cómica propaganda electoral; el número de votantes sin embargo no bastó para superar las PASO, quedándose en el 0,33% de los votos, denunciando el partido faltante de boletas. La candidatura incluyó una lista de diputados de la legislatura porteña, encabezada por Jorge Daniel Mercado, Matilde Savarese y Miriam Quiroga, exsecretaria del presidente Néstor Kirchner y declarante en una ya finalizada causa penal contra su gobierno.
En 2019 el PRF-CABA adhirió a las candidaturas presentadas por Juntos por el Cambio para la Jefatura de Gobierno y Legislatura.
El discurso de los principales referentes locales del PRF tiene similitud con aquél del macrismo, resaltando errores en el manejo del Covid-19 en el país, y pronunciándose en contra de sanciones o procesamientos a periodistas implicados en causas judiciales, como Daniel Santoro y Viviana Canosa. Para las elecciones legislativas de 2021, el partido presenta lista propia en la ciudad, encabezada por el presidente local del partido, Lucas Jaszewski, quien realizó algunas críticas al macrismo, sin acercarse por ello al kirchnerismo, sino adhiriendo fuertemente al Peronismo Republicano de Miguel Ángel Pichetto y Joaquín de la Torre. Al cierre de listas electorales, el partido inició un proceso judicial para que se le reconozca su lista de legisladores por la ciudad de Buenos Aires, ya que ésta no fue aprobada por no haberse cargado correctamente; el 10 de agosto del 2021 la justicia electoral resolvió no hacer lugar al recurso interpuesto, no pudiendo presentarse a estas elecciones. Esta lista había adquirido cierta notoriedad ya que el primer candidato a diputado de la legislatura se presentó como "el payaso Marulito", como una sátira sobre la incapacidad de la clase política del país.
En 2022, Miguel Ángel Pichetto lanzó su espacio, Encuentro Republicano Federal, a nivel nacional, proponiendo candidatos en las principales provincias. En este marco, Pichetto anunció a Lucas Jaszewski como candidato a Jefe de Gobierno de la CABA. Sin embargo, con la declinación de la postulación presidencial de Pichetto, la candidatura se cayó.

### Chaco
En 2015 se conforma UNA en la provincia de Chaco, con la unión del PRF y el Partido para el desarrollo y la igualdad. En las legislativas nacionales el candidato a diputado nacional es José Alejandro Sánchez; obtiene el 14,46% de los votos, ubicándose en tercera posición, sin llegar a conseguir bancas. A nivel provincial el partido no presentó candidatos, y apoyó la postulación de Aida Ayala (UCR) para la gobernación.
En 2017, en la provincia del Chaco, la sede provincial del PRF llamó a votar al peronista Chaco Merece Más, encabezado por el gobernador Domingo Peppo, manteniendo la alianza con el PJ durante 2018, año en el que el PRF Chaco registró 4.161 afiliados.
En el 2019 formó la alianza "Chaco Avanza" que postuló a Domingo Peppo para la reelección. Sin embargo, luego de una reunión con el entonces candidato a presidente Alberto Fernández, Peppo optó por renunciar a su candidatura, dejando a todo el frente Chaco Avanza sin participación en los comicios. Participó en las elecciones municipales de la provincia en el año 2019, compitiendo para la intendencia en Quitilipi y Fontana, donde llegó al 3,11% de los votos. Presentó una lista de concejales en Resistencia, encabezada por Luis García, que obtuvo el 0,61% de los sufragios. En las elecciones provinciales de ese año, presentó una lista de diputados, que obtuvo el 0,5% de los votos; en conjunto con estos comicios se disputaron otras intendencias, participando el PRF en 4 contiendas: Concepción del Bermejo (3,93%), Presidencia de la Plaza (6,35%), Villa Ángela (1,42%), y Barranqueras (0,79%). En la elección municipal de Pcia. de la Plaza el PRF fue la tercera fuerza
En 2020, el PRF formó parte de la Corriente Encuentro por Resistencia (CER) formada por el intendente de Resistencia, Gustavo Martínez. En las elecciones provinciales de 2021, originalmente se había presentado la Corriente de Expresión Renovada (CER), una extensión provincial de la alianza capitalina, presidida por Francisco Javier Zago, apoderado provincial del PRF, y con participación de Gustavo Martínez. Sin embargo, el 15 de julio de 2021 se disolvió la alianza de común acuerdo con los otros partidos integrantes de la coalición, en parte desencadenada por un acuerdo de Martínez con el Frente de Todos. A causa de esto, el PRF Chaco no compitió en estas elecciones y llamó a votar al Frente de Todos.
Para las elecciones provinciales de 2023, el PRF finalmente inscribe la coalición Corriente de Expresión Renovada, que lleva a Gustavo Martínez como candidato a gobernador y a Viviana Polini como vice, junto a una lista de diputados. De la coalición también forman parte el partido UNIR, la Corriente Martín Fierro y Lealtad Popular. Consiguen en las PASO un 8,86% de los votos, siendo tercera fuerza en Resistencia con un 16,42%, a algo más de 6.000 votos del Frente Chaqueño. Para diputados, CER llevó tres listas a internas, triunfando la lista "Para Todos" asociada a la candidatura gubernamental de Martínez, y presencia de candidatos afines a Sergio Massa, como Katia Blanc.
En marzo del 2023 junto a otros partidos, conformó la Mesa Provincial del Chaco de La Libertad Avanza[cita requerida]. Sin embargo, a nivel nacional la CNE confirmó que el PRF Chaco está inscripto en la alianza Juntos por el Cambio.

### Corrientes
En Corrientes el PRF recibió personería política en 2015, acercándose 300 militantes al acto de lanzamiento del espacio, teniendo activa e ininterrumpida participación política en la provincia. El sistema electoral de la provincia presenta al votante una boleta de cada partido miembro de las coaliciones, por lo que el PRF provincial presentó su boleta, en los comicios de 2015 en apoyo a los legisladores del oficialista ECO, otorgándole a la coalición un 1,55% de los votos. Ese mismo año, el frente UNA presentó listas para diputados y senadores nacionales, quedando en tercer lugar con un 15% aproximado de los votos. El principal referente provincial del partido es Germán Braillard, quien en 2016 lanzó una aplicación llamada "#AlertaCorrientes", que funciona como un botón antipánico para advertir sobre la ocurrencia de eventos de inseguridad.
En 2017 apoyó la candidatura a gobernador del peronista Espínola y a los senadores del Frente para la Victoria, otorgándoles un 1,86% de los votos en esos comicios. Participó en las elecciones municipales como parte de la alianza Frente Renovador-1País, integrada al peronista "Corrientes Podemos Más" en algunos distritos, presentando candidaturas en 16 municipios del interior de la provincia, destacándose su participación en Bella Vista (20% de los votos, quedando en 2.° lugar), Mburucuyá (17,84%), Monte Caseros (9,79%), y Mocoretá (15,25%); consiguiendo participación legislativa en algunos de estos municipios. En las elecciones para la intendencia de la capital, el PRF integró el frente Haciendo Corrientes, que promovía como intendente a Fabián Ríos; el renovador Germán Braillard fue primer candidato para el concejo de la capital. Si bien Ríos perdió la intendencia, el triunfo de la lista de concejales encabezada por Poccard fue contundente, superando en 13 puntos porcentuales a la lista de ECO. En las legislativas nacionales de 2017 se presentó el Frente Renovador-1País, apoyado por Libres del Sur, que postuló a Nito Artaza para el congreso nacional, obteniendo el 14,84% de los votos, conservando casi totalmente el caudal obtenido dos años atrás. 
En el 2018 el entonces concejal de la ciudad de Corrientes Germán Braillard inauguró una Escuela de Oficios que lleva su nombre, la cual apunta a la realización de diversos cursos cortos y gratuitos, de rápida salida laboral para ayudar a generar más oportunidades a los vecinos. Entre 2020 y 2021 el PRF abrió nuevas sedes para estos talleres, contándose más de 20 hacia marzo de 2021. Braillard estimó que alrededor de 25.000 correntinos participaron de los cursos.
A nivel provincial el PRF lanzó el espacio Alternativa Federal Correntina, liderado por Germán Braillard quien se postuló como primer candidato a senador provincial, el cual responde al espacio nacional creado por Juan Manuel Urtubey y Roberto Lavagna. El espacio obtuvo un 3,3% de los votos, de los cuales un 1,31% fue otorgado por el PRF; en la elección para concejales de la capital, le dio un 2,39% de los votos. Otros distritos en los que se presentó fueron Bella Vista, Curuzú Cuatiá (donde Alternativa Curuzú obtuvo el 17,32% de los votos), Empedrado, entre otros. En las legislativas nacionales, por otro lado, el PRF apoyó a las candidaturas del Frente de Todos.  
En las elecciones provinciales de 2021 el partido apoyó la candidatura de Fabián Ríos para la gobernación; por su parte el presidente del PRF correntino, Germán Braillard Poccard, encabezó la lista de diputados provinciales del Frente Corrientes de Todos, luego de ceder a sus intenciones de postularse para la intendencia. El PRF recibió entre un 1,68% y un 1,83% de los votos en las distintas categorías, siendo detrás del Partido Justicialista, la segunda boleta más elegida entre las que apoyaron al Frente de Todos; si bien los resultados generales del frente no fueron positivos, el renovador Germán Braillard obtuvo una banca en el congreso provincial. En las elecciones municipales, el PRF se alió también al peronismo local. En las legislativas nacionales, el PRF forma parte del Frente de Todos, apoyando sus candidatos.
En 2023 el PRF correntino se aleja de la conducción nacional, ratificando su apoyo a la coalición oficialista, ahora denominada Unión por la Patria, tanto a nivel provincial como nacional. César Lezcano, tercer candidato a diputado en la lista, es del partido renovador federal. El PRF es la segunda lista más votada dentro del Frente de Todos correntino en las elecciones provinciales, aunque el desempeño de la coalición es malo, logrando apenas 4 diputados (entre ellos Lezcano) y un senador, con el 28,7% de los votos.

### Formosa
Con el armado de Javier Milei, el PRF decide crear el Partido Renovador Federal Formosa, el cual da el armado para las candidaturas al Congreso y Parlasur. Frente a la ausencia de candidatos avalados por Milei en la elección provincial, el desempeño de Francisco Paoltroni con su espacio Libertad, Trabajo y Progreso, significó que el mismo también se adhiriese a La Libertad Avanza Formosa. La lista a diputados la encabeza el presidente del PRF, Gerardo González, seguido de Noemí Argañaraz (LTP) y Pablo Míguez, secretario general del PRF. Para senador irá Francisco Paoltroni junto a Nélida Sotelo.

### Jujuy
En la provincia se oficializó el Partido Renovador Federal Jujuy en mayo de 2015, pero ya en marzo de ese año, el PRF conformó la mesa provincial de apoyo a la candidatura de Sergio Massa para las presidenciales de ese año, obteniendo el triunfo en esta provincia. A nivel local, los partidos constituyentes del frente UNA se asociaron desde un principio al Frente Cambia Jujuy (FCJ) que postuló a Gerardo Morales como gobernador; apoyó también la precandidatura de Alejandro Snopek para diputado nacional en las PASO, participando el PRF en la elección de concejales de Perico y la capital San Salvador de Jujuy, con Mario Nallar como primer candidato, quien obtuvo un 4,98% de los votos.
El partido apoyó en 2017 la candidatura de 1País, el cual se ubicó en cuarta posición en votos, compitiendo el PRF en las internas con Nallar como primer candidato a diputado por la lista "UNA Jujuy", la cual quedó segunda por detrás de la lista "Renovación" de Pedro Segura por 1.500 votos, aunque fue la opción más elegida de la interna en los departamentos Ledesma, San Pedro y Humahuaca. Ese año, el PRF provincial anunció su alianza con el Frente Cruzada Renovadora de Ernesto Suárez y Alfredo Avelin, y continuó apoyando al oficialismo en las elecciones provinciales.
En el gabinete del gobernador Morales, Mario Nallar fue designado Secretario de Relaciones con la Sociedad Civil, cargo que ocupó hasta diciembre de 2019. Dentro de dicha secretaría también tuvo participación la renovadora Claudia Neme Scheij. Su gestión se centró sobre el control y prevención de los ciberdelitos, participando de jornadas al respecto y creando el programa "Seguridad inteligente".
En 2019 el PRF reafirmó su apoyo a la candidatura de Gerardo Morales para la reelección. En las elecciones legislativas Mario Nallar participó como tercer candidato a diputado nacional por la provincia de Jujuy, en la lista de Juntos por el Cambio, que quedó en segundo lugar por detrás del Frente de Todos. A nivel municipal presentó listas de concejales en la capital (obteniendo 2,71% de los votos), y otros siete municipios, alcanzando un 5,7% en Perico y un 4,41% en Monterrico.
En 2020 fue activa la participación de Claudia Neme Scheij en la declaración de Emergencia Provincial por Violencia de Género, como presidenta de la asociación "Ciudadanía Cibersegura", enfocada en la prevención de ciberdelitos y trata de personas. 
En 2021 el PRF se distancia de Cambia Jujuy, fortaleciendo su acercamiento a la Cruzada Renovadora, participando de actos a nivel regional. En las elecciones provinciales de ese año compitió con sello propio, sin alianzas, presentando sus candidatos el 26 de mayo en un "cabildo abierto" a la comunidad. Quedó en 14° lugar con el 0,51% de los sufragios con Mario Nallar, como primer candidato a diputado y Claudia Neme en cuarto lugar; presentó además una lista de concejales para San Salvador de Jujuy, encabezada por Sergio Saldaño, y presentó candidatos en otros 6 municipios de la provincia, alcanzando un 6,81% de los votos su lista de concejales en El Carmen, encabezada por el ex-director de Turismo del municipio, Orlando Jaramillo, superando a coaliciones provinciales importantes como Primero Jujuy. Para las legislativas nacionales, el PRF apoya a los candidatos del FCJ, aunque en esta ocasión no tendrá participación en las listas.
En 2023 Mario H. Nallar, el presidente del PRF Jujuy, es dado a conocer como referente de La Libertad Avanza en la provincia. Al mismo tiempo declaró que el PRF no tendría participación en las elecciones provinciales de ese año. Para las elecciones nacionales, el PRF será el representante de Milei en la provincia, sin alianzas. Para diputados nacionales los candidatos son el peronista Manuel Quintar, Claudia Neme Scheij y el vocal de la Sociedad Rural salteña, Pedro Segura Malinar. Ezequiel Atauche y Vilma Bedia son candidatos a la senaduría nacional, en tanto que Mario Nallar se postula al Parlasur.

### Mendoza
Fundado como Propuestas para Mendoza en 2011, el Partido Renovador Federal Mendoza adoptó su denominación actual en diciembre de 2014, tras ocho meses de haber pasado a denominarse Encuentro por la Democracia y la Equidad (nombre asociado a Nuevo Encuentro de Martín Sabbatella).
En 2015, en las legislativas nacionales por Mendoza, conformó junto a Unión Popular el Frente Renovador Federal de la Esperanza, que postuló a Carlos Sicilia y Jorge Pujol como primeros candidatos a diputado y senador respectivamente, siendo la tercera fuerza de la provincia, con un 12,88% de los votos. En las elecciones provinciales de ese año apoyó la candidatura de Alfredo Cornejo por el Frente Cambia Mendoza, siendo electo como diputado provincial el renovador Guillermo Pereyra, exdiputado nacional por el PJ entre 2007 y 2011. 
En 2017, el PRF continuó dentro de Cambia Mendoza, pese a los intentos del peronismo de sumar al partido a la coalición "Somos Mendoza".
En las elecciones provinciales de Mendoza de 2019, dentro de Cambia Mendoza, fue electo diputado provincial José Videla Sáenz, por la Primera Sección electoral, para el periodo 2019-2023, sucediendo a Pereyra, y manteniendo el bloque "Frente Renovador" en la legislatura. Actualmente el diputado Videla mantiene una participación activa en el congreso mendocino, impulsando una serie de proyectos, entre los que se destaca la promoción de implementación de boleta única de papel, y diversas declaraciones expresando preocupación por la situación de Cuba y por decisiones políticas que afectan la economía regional de la provincia, principalmente la producción frutícola. En marzo de 2021, Videla fue electo de forma unánime como presidente del Comité Nacional del Partido Renovador Federal.
Para las elecciones legislativas y provinciales de 2021, el PRF mendocino ratificó su continuidad en la coalición oficialista, apoyando a sus candidatos.
En 2023, José Videla inició conversaciones con La Libertad Avanza, acordando que el PRF a nivel nacional apoyará la candidatura presidencial de Javier Milei, gestión que la prensa adjudica al ya alejado del espacio, Joaquín de la Torre. Sin embargo, Videla dentro de la provincia de Mendoza se mantendrá en Juntos por el Cambio, luego de haber borrado un león que habían pintado en la sede del partido. Videla fue anunciado como quinto precandidato a diputado provincial en las PASO de 2023 de Cambia Mendoza.

## Representantes

### Diputados Nacionales
|  | Gerardo Gustavo González | Formosa | 2023 | 2027 |
|  | Manuel Quintar           | Jujuy   | 2023 | 2027 |

### Senadores Nacionales
|  | Vilma Facunda Bedia | Jujuy | 2023 | 2029 |
|  | Ezequiel Atauche    | Jujuy | 2023 | 2029 |